# Nagroda Złota Róża
Nagroda Złota Róża – nagroda literacka dla najlepszej książki popularnonaukowej napisanej w języku polskim przyznawana przez Festiwal Nauki w Warszawie, Instytut Książki i miesięcznik „Nowe Książki”.

## Laureaci
- 2024 – Adam Zbyryt, Sensacyjne życie ptaków. Pierzaste wampiry, tęczowe albatrosy i trujące przepiórki[1]
- 2023 – January Weiner, January Weiner 3, Jak powstało życie na ziemi[1]
- 2022 – Agnieszka Krzemińska, Grody, garnki i uczeni. O archeologicznych tajemnicach ziem polskich[1]
- 2021 – Andrzej Kajetan Wróblewski, Historia fizyki w Polsce[1]
- 2020 – Łukasz Lamża, Światy równoległe. Czego uczą nas płaskoziemcy, homeopaci i różdżkarze?[1]
- 2019 – Urszula Zajączkowska, Patyki, badyle[1]
- 2018 – Jerzy Dzik, Biologia, czyli sens życia[1]
- 2017 – Karolina Głowacka, Jean-Pierre Lasota, Czy Wielki Wybuch był głośny?[1]
- 2016 – Krzysztof Ciesielski, Zdzisław Pogoda, Matematyczna bombonierka[1]
- 2015 – Michał Heller, Bóg i geometria. Gdy przestrzeń była Bogiem[1]
- 2014 – Marek Grajek, Nie tylko Enigma. Ryba, która przemówiła[1]
- 2013 – Marcin Ryszkiewicz, Homo sapiens. Meandry ewolucji[1]
- 2012 – Barbara Kosmowska-Ceranowicz, Bursztyn w Polsce i na świecie[1]
- 2011 – Tomasz Rożek, Nauka po prostu. Wywiady z wybitnymi[1]
- 2010 – Mieczysław Tomaszewski, Chopin[1]
- 2009 – Romuald Olaczek, Skarby przyrody i krajobrazu Polski[1]
- 2008 – Marek Ostrowski, cykl Tryptyk Warszawski: Spojrzenie Warsa, Oblicze Sawy i Pokolenie Varsovia.pl[1]
- 2007 – Andrzej Kruszewicz, Ptaki Polski[1]